# Терсандр
Терсандр (др.-греч. Θέρσανδρος, Ферсандр, Фессандр) — персонаж древнегреческой мифологии. Сын Полиника и Аргии. Участник похода Эпигонов. Царь Фив по взятии их эпигонами. Отец Тисамена.
Погиб в начале Троянской войны, когда ахейский флот пристал к берегам Мисии. Убит Телефом, памятник Ферсандру в городе Элее в долине Каика.
У Вергилия он упоминается в числе героев деревянного коня. Его правнук Ферас (Θήρας) был основателем спартанской колонии на острове Каллисто, который по имени его стал называться Терой (Θήρα).
Действующее лицо киклической поэмы «Эпигоны». Статуя в Аргосе вместе с другими эпигонами, статуя в Дельфах. Его потомком был Ферон Акрагантский. Согласно схолиям к Пиндару, Ферон — потомок Этеокла.
Или сын Сизифа, племянник Атаманта, отец Галиарта и Корона, эпонимов городов Галиарта (Алиартоса) и Коронеи (Коронии) в Беотии.